# بنة تشراغ (الريف الغربي)
بنة تشراغ (بالفارسية: بنه چراغ) هي منطقة سكنية تقع في إيران في قسم الريف الغربي الريفي. يقدر عدد سكانها بـ 244 نسمة .